# Manuela Moelgg

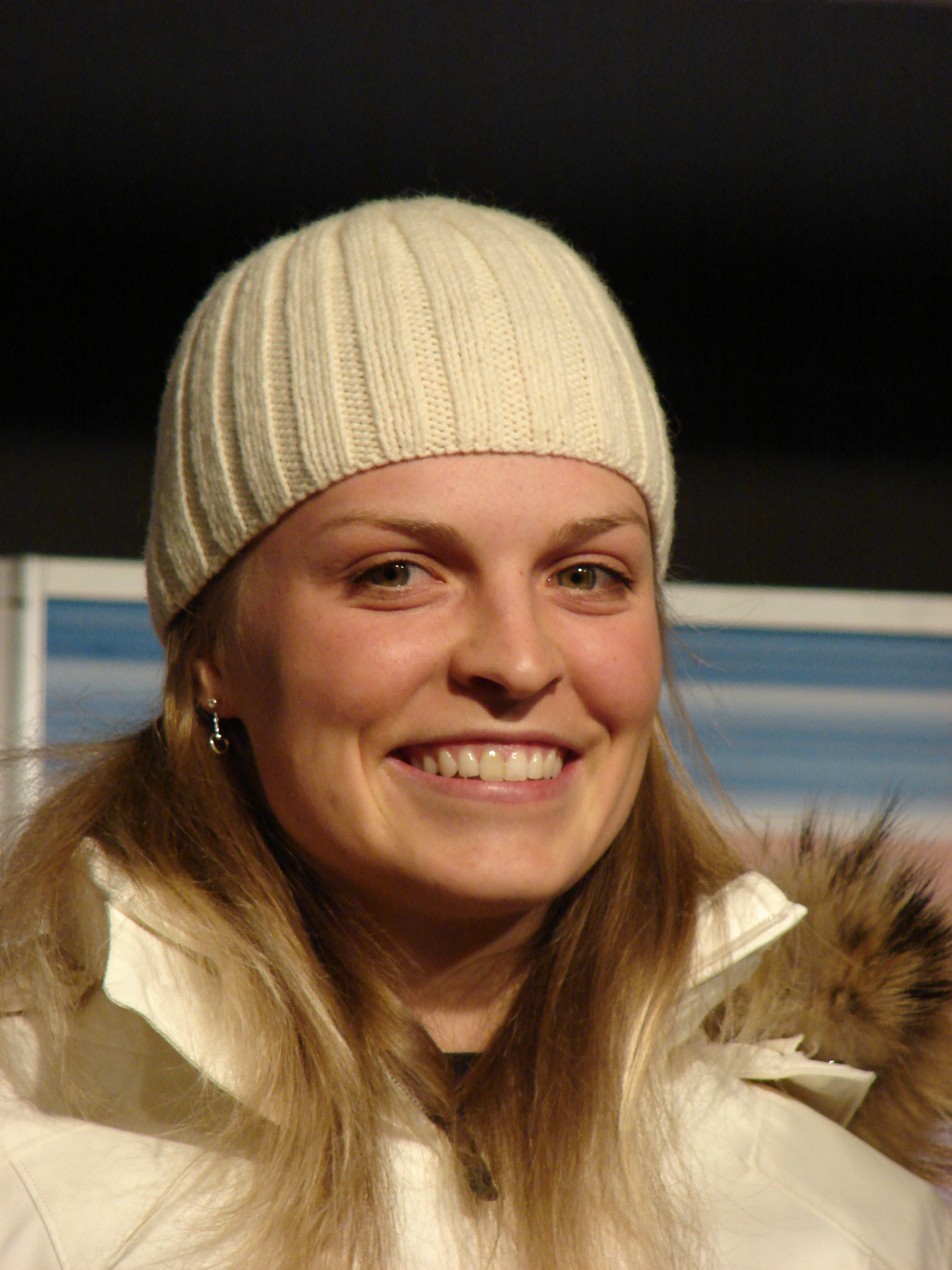
Manuela Moelgg.

Manuela Moelgg nació el 25 de agosto de 1983 en Brunico (Italia), es una esquiadora que tiene 11 podiums en la Copa del Mundo de Esquí Alpino.

## Resultados

### Juegos Olímpicos de Invierno
- 2006 en Turín, Italia
  - Eslalon: 19.ª
- 2010 en Vancouver, Canadá
  - Eslalon: 11.ª
  - Eslalon Gigante: 17.ª

### Campeonatos Mundiales
- 2003 en St. Moritz, Suiza
  - Eslalon Gigante: 7.ª
  - Eslalon: 15.ª
- 2007 en Åre, Suecia
  - Eslalon Gigante: 11.ª
  - Eslalon: 20.ª
- 2011 en Garmisch-Partenkirchen, Alemania
  - Eslalon Gigante: 6.ª
  - Eslalon: 6.ª
- 2013 en Schladming, Austria
  - Eslalon Gigante: 11.ª
  - Eslalon: 25.ª
- 2015 en Vail/Beaver Creek, Estados Unidos
  - Eslalon Gigante: 20.ª

### Copa del Mundo

#### Clasificación general Copa del Mundo
- 2002-2003: 57.ª
- 2003-2004: 59.ª
- 2004-2005: 35.ª
- 2005-2006: 39.ª
- 2006-2007: 23.ª
- 2007-2008: 18.ª
- 2008-2009: 15.ª
- 2009-2010: 22.ª
- 2010-2011: 22.ª
- 2011-2012: 29.ª
- 2012-2013: 72.ª
- 2013-2014: 46.ª
- 2014-2015: 39.ª
- 2015-2016: 40.ª

#### Clasificación por disciplinas (Top-10)
- 2006-2007:
  - Eslalon Gigante: 8.ª
- 2007-2008:
  - Eslalon Gigante: 3.ª
- 2008-2009:
  - Eslalon Gigante: 5.ª
- 2009-2010:
  - Eslalon Gigante: 7.ª
- 2010-2011:
  - Eslalon: 9.ª